# Amotz Plessner
Amotz I. Plessner (* 20. Dezember 1962 in Iowa) ist ein US-amerikanischer Komponist.

## Biografie
Amotz Plessner studierte am Berklee College of Music in Boston. Anschließend zog er nach Los Angeles, wo er mit Coyote Hill ein Unternehmen für Werbemusik gründete. Sein Debüt als Filmkomponist gab er mit dem 1993 veröffentlichten Krimidrama Die Farbe des Blutes. Seitdem war er unter anderem für die Musik von Filmen wie Addams Family – Und die lieben Verwandten, American Girl und Road House 2 verantwortlich.

## Filmografie (Auswahl)
- 1993: Die Farbe des Blutes (Under Investigation)
- 1994: Blondes Gift – Die zwei Gesichter einer Frau (Shattered Image)
- 1995: Das perfekte Alibi (Perfect Alibi)
- 1998: Addams Family – Und die lieben Verwandten (Addams Family Reunion)
- 1999: Black & White – Gefährlicher Verdacht (Black and White)
- 1999: Deal of a Lifetime – Ein teuflischer Pakt (Deal of a Lifetime)
- 2000: Digimon – Der Film (Digimon – The Movie)
- 2002: American Girl
- 2003: Stripperella (Fernsehserie, sechs Folgen)
- 2004: Grizzly Mountain – Flucht in die Vergangenheit (Escape to Grizzly Mountain)
- 2005: Zwei Superbabies starten durch (Oh, Baby)
- 2006: Road House 2 (Road House 2: Last Call)